# Communauté démocratique des Magyars de Voïvodine

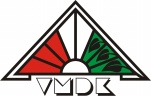
Logotype officiel.

La Communauté démocratique des Magyars de Voïvodine (en serbe : Демократска заједница војвођанских Мађара et Demokratska zajednica vojvođanskih Mađara, DZVM ; en hongrois Vajdasági Magyarok Demokratikus Közössége, VMDK) est un parti politique qui défend la minorité magyare de la province autonome de Voïvodine, en Serbie. L'union a été créée en 1999 par András Ágoston. Elle est actuellement dirigée par Sándor Páll. Le siège du parti est situé à Bečej.
À l'élection présidentielle serbe de 2008, la Communauté démocratique des Magyars de Voïvodine a soutenu la candidature d'István Pásztor.